# 南安王
南安王（なんあんおう）は、中国の諸侯王の王号。
以下の人物などが封じられた。
- 拓跋余 - 北魏の太武帝の子。皇帝に即位したが、暗殺後に即位の事実を否定され、諸侯王として葬られた。
- 拓跋楨 - 北魏の景穆太子拓跋晃の子で文成帝の弟。
- 高思好 - 北斉の傍系皇族高思宗の養弟。